# 埼玉県獣医師会
公益社団法人埼玉県獣医師会（さいたまけんじゅういしかい、英称 Saitama Veterinary Medical Association）は、埼玉県知事所管の埼玉県の獣医師を会員とする公益法人。

## 本部所在地
〒330-0835 埼玉県さいたま市大宮区北袋町1丁目340番地 埼玉県農業共済会館304

## 業務内容
- 獣医師会員の学術技能向上のための研修会・講習会事業等の実施
- 埼玉県との動物に関する連携事業
- 疾病している野鳥の保護・救護
- 県内各学校で飼われている動物の飼育指導
- 埼玉県内各市区町村との動物に関する連携事業
- 狂犬病の予防接種・防止活動